# Districte municipal de Vilkaviškis
El districte municipal de Vilkaviškis (en lituà, Vilkaviškis rajono savivaldybė) és un dels 60 municipis de Lituània, situat dins el comtat de Marijampolė, i que forma part de la regió de Suvalkija. La capital del municipi és la ciutat Vilkaviškis.

## Seniunijos del districte municipal de Vilkaviškis
- Bartninkų seniūnija (Bartninkai)
- Gižų seniūnija (Gižai)
- Gražiškių seniūnija (Gražiškiai)

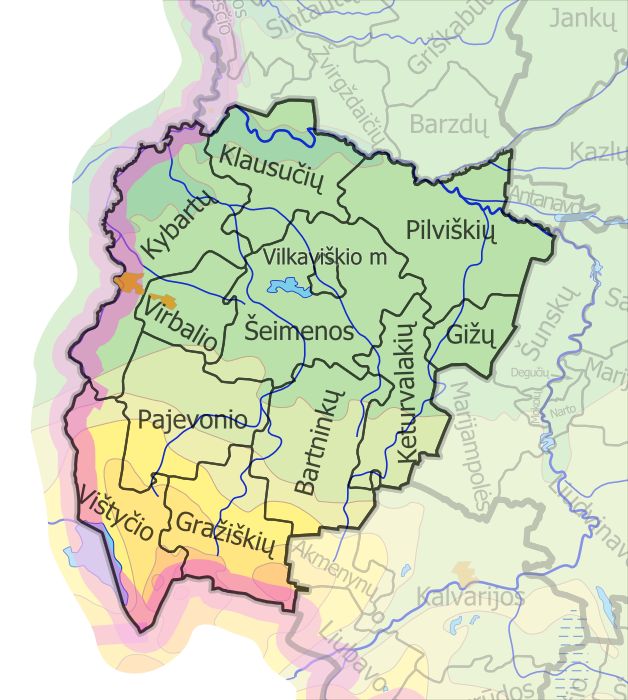
Seniūnijos del districte municipal de Vilkaviškis

- Keturvalakių seniūnija (Keturvalakiai)
- Kybartų seniūnija (Kybartai)
- Klausučių seniūnija (Klausučiai)
- Pajevonio seniūnija (Pajevonys)
- Pilviškių seniūnija (Pilviškiai)
- Šeimenos seniūnija (Vilkaviškis)
- Vilkaviškio miesto seniūnija (Vilkaviškis)
- Virbalio seniūnija (Virbalis)
- Vištyčio seniūnija (Vištytis)